# Crepidorhopalon tenuis
Crepidorhopalon tenuis är en tvåhjärtbladig växtart som först beskrevs av Spencer Le Marchant Moore, och fick sitt nu gällande namn av E. Fischer. Crepidorhopalon tenuis ingår i släktet Crepidorhopalon och familjen Linderniaceae. Inga underarter finns listade i Catalogue of Life.